# Henry Kellett

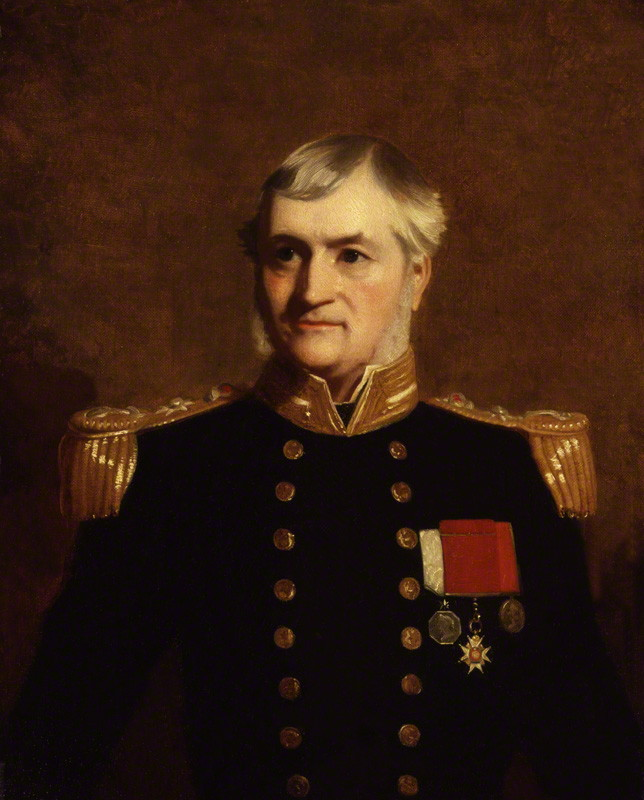
Henry Kellett.

Henry Kellett, född 2 november 1806 i Clonabody på Irland, död där 1 mars 1875, var en engelsk viceamiral och polarforskare.
Kellett förde befälet på fartyget Herald, med vilken han 1848–1851 anställde forskningar efter Franklinexpeditionen samt upptäckte därunder Heraldsön (1849) och såg Wrangels land. År 1852 gjorde han som chef på fartyget Resolute en ny nordpolsexpedition, upptog därunder Robert McClure och dennes besättning från fartyget Investigator, men måste senare (1854) överge sitt eget fartyg, som 1855 påträffades av en amerikansk valfångare och 1856, reparerad av Förenta staternas regering, översändes till den engelska. Han innehade därefter höga befäl på sjökommenderingar, bland annat chefskapet för engelska flottan i Kinas farvatten (1869–1671).